# Baham
Baham o Biham (θ Pegasi / θ Peg / 26 Pegasi / HD 210418) és un estel de la constel·lació del Pegàs de magnitud aparent +3,50. D'acord amb l'astrònom persa del segle x Abd-ar-Rahman as-Sufí, formava —al costat de ν Pegasi— Sa'd al Bahaim, «la bona sort de les dues bèsties»; Al Achsasi afegeix la brillant Homam (ζ Pegasi) dins del grup.
Situada a 92 anys llum de distància del sistema solar, Baham és un estel blanc de la seqüència principal de tipus espectral A1V. Amb una temperatura efectiva de 8.570 K, gira de pressa sobre si mateixa, amb una velocitat de rotació d'almenys 144 km/s, unes 70 vegades major que la del Sol. Té un diàmetre unes 2,2 vegades més gran que el diàmetre solar. Té una massa de 2,1 masses solars i una edat estimada de 450 milions d'anys.
Baham té una metal·licitat inferior a la solar, amb una abundància relativa de ferro equivalent al 40 % de la del Sol. És considerat un estel Lambda Bootis; aquests són estels amb línies metàl·liques febles que mostren una manca de certs elements pesants amb la clara excepció de carboni, nitrogen, oxigen i sofre. Així mateix, sembla tenir un company proper, detectat per l'efecte Doppler de les seves línies espectrals. A diferència d'altres estels semblants —com Vega (α Lyrae) o Denebola (β Leonis)—, Baham no presenta un excés infraroig indicatiu de la presència d'un disc circumestel·lar de pols.